# Heiner Karuscheit
Heiner Karuscheit (geboren 1944) ist ein deutscher Autor, Journalist und politischer Aktivist, der zu Geschichte und Politik, insbesondere zur Geschichte der Arbeiterbewegung publiziert.

## Biografie
Karuscheit war von 1969 bis 1970 im SDS, von 1970 bis 1975 im KSV (Studentenverband der KPD-Aufbauorganisation) und in der Liga gegen den Imperialismus aktiv. Seit 1976 schrieb er für die Aufsätze zur Diskussion (AzD) und 1998 bis 2001 für die Kommunistische Zeitung.

## Werke (Auswahl)
- Über die Entstehung des russischen Marxismus. Selbstverlag, Gelsenkirchen 1977.
- (mit Alfred Schröder): Deus ex machina oder Wie die KPD/ML zu einem Programm kam. Verlag Theoretischer Kampf, Gelsenkirchen 1977.
- Anmerkungen zum dialektischen Materialismus. Selbstverlag, Gelsenkirchen 1977.
- Zur Geschichte der westdeutschen Ml-Bewegung. Verlag Theoretischer Kampf, Frankfurt am Main 1978.
- Unsere nächsten Aufgaben. 1978.
- Zu Band V der Ausgewählten Werke von Mao Tsetung. 1979.
- Über einige Fragen der Geschichte unserer Partei.
- Zhong guo gong chan dang. Verlag Theoretischer Kampf, Frankfurt am Main 1979.
- Antonio Gramsci, Philosophie und Praxis. Sendler, Frankfurt am Main 1982.
- Von der Oktoberrevolution zum Bauernsozialismus. Verlag Theoretischer Kampf, München 1993.
- Bye, bye USA. Aufstieg und Fall von Finanzkapital und Militärmacht. Kai Homilius Verlag, Berlin 2010.
- Deutschland 1914. Vom Klassenkompromiss zum Krieg. Hamburg VSA 2014.
- Macht und Krieg. VSA, Hamburg 2015.
- Die verlorene Demokratie. VSA, Hamburg 2017.
- (mit Alfred Schröder): Das Revolutionsjahr 1917: Bolschewiki, Bauern und die proletarische Revolution. VSA, Hamburg 2017, ISBN 978-3-89965-735-7.
- 1917 – die Februarrevolution. Verlag Theoretischer Kampf, Frankfurt am Main 2017.
- (mit Bernhard Sauer und Klaus Wernecke): Vom »Kriegssozialismus« zur Novemberrevolution. : VSA, Hamburg 2018, ISBN 978-3-89965-887-3.
- Für Preußen-Deutschland und die Macht. Die Politik der SPD in Krieg und Novemberrevolution, in: Deutsche sehen die Sowjetunion. Berliner Debatte Initial; 29. Jg. (2018), 3, S. 105.
- Sozialismus ohne Basis: Arbeiterschaft und Sozialismus in der DDR, Verlag am Park (Imprint der Eulenspiegel Verlagsgruppe), Berlin 2021, ISBN 978-3-947094-85-1.
- Der deutsche Rassenstaat : Volksgemeinschaft & Siedlungskrieg: NS-Deutschland 1933-1945. VSA Verlag, Hamburg 2025, ISBN 978-3-96488-237-0.